# Agilent Technologies
Agilent Technologies, Inc., (NYSE: A), är idag (2005) namnet på den verksamhet som ursprungligen startades av Bill Hewlett och Dave Packard 1939. Efter att ha varit del av företaget Hewlett-Packard i 60 år lämnade den division som ägnade sig åt vetenskapliga instrument HP år 1999, när Agilent var ett företag med cirka 30 000 anställda. Utöver vetenskapliga instrument tillverkade man även halvledare, instrument för optiska nätverk och testutrustning för telekom och forskning, utveckling och produktion inom trådlös kommunikation.
2014 knoppades produkter för test- och mätutrustning av till det nybildade företaget Keysight.
Agilents produkter inbegriper bland annat:
- Biokemisk analysutrustning som gaskromatografer
- Automatiserade testsystem för produktionstestning av halvledare och kretskort

Agilent har ett omfattande forsknings- och utvecklingsprogram, Agilent Laboratories, som bland annat inom forskar inom MEMS, nanoteknik och medicin/biokemi. Företaget har även en investeringsdivision, Agilent Ventures, som investerar i nystartade high tech-företag.
År 2001 sålde Agilent sin division för medicinska produkter till Philips Medical Systems. HP Medical Products var fram till dess den näst äldsta delen av Hewlett-Packard, då den förvärvats på 1950-talet. Endast den ursprungliga test- och mätdivisionen var äldre.
HP/Agilent är även känt för att på 1960-talet ha utvecklat instrumentbussen HP-IB (Hewlett Packard Inteface Bus) som senare standardiserades till den allmänna bussen IEEE-488, oftast benämnd GPIB, vilket står för General Purpose Inteface Bus. GPIB är än idag en av de vanligaste bussarna för kommunikation mellan instrument i testutrustningar även om snabbare, billigare och mindre klumpiga alternativ har börjat ersätta den.